# 馬修·佩尼庫克
馬修·佩尼庫克（Matthew Pennycook，1982年10月29日—）是一位英格蘭政治人物，他的黨籍是工黨。自2015年開始，他擔任格林尼治和伍利奇選區選出的英國下議院議員。他在2013年成為工黨在格林尼治和伍利奇的候選人。